# Rouperroux-le-Coquet

Rouperroux-le-Coquet este o comună în departamentul Sarthe, Franța. În 2009 avea o populație de 330 de locuitori.